# Almograve

Almograve é uma pequena povoação da freguesia de São João das Lampas, Município de Sintra.
O povoamento desta aldeia remonta, pelo menos, ao século XVII. De 1637, data o processo da Inquisição de Maria das Neves, moradora neste local. Documentação datada de 1747 aponta para que estas terras, ou parte delas, seriam dos religiosos do Convento da Santíssima Trindade, de Sintra. Contudo, a partir do século XIX, com a extinção das Ordens Religiosas em Portugal, os foreiros destas terras passariam a pagar por elas à Irmandade do Santíssimo Sacramento de São João das Lampas.
Em 1758, Pedro Galvão e Silveira, o vigário da freguesia de São João das Lampas, afirmava que esta aldeia era constituída por 2 casas ocupadas por 13 pessoas. Na atualidade, Almograve continua a ser uma pequena aldeia e continua a resistir.  Digno de nota é o seu chafariz,  posicionado numa zona central do edificado, mandado fazer pela Câmara Municipal de Sintra em 1936 e restaurado em 2012.